# Kouto
Kouto es un departamento de la región de Bagoué, Costa de Marfil. En mayo de 2014 tenía una población censada de 129 598 habitantes.
Se encuentra ubicado al norte del país, cerca del río Bagoé y de la frontera con Malí.